# Trebonijan Gal
Gaj Vibij Trebonijan Gal (latinsko Gaivs Vibivs Trebonianvs Gallvs) je bil od junija 251 do avgusta 253 socesar Rimskega cesarstva, * 206, Rimska Italija, † avgust 253, Interamna (sedanji Terni), Rimska Italija.
Njegova socesarja sta bila Hostilijan in sin Voluzijan.

## Zgodnje življenje
Gal je bil rojen v Italiji v ugledni etruščanski družini s senatorskimi predniki. V zakonu z Afinijo Gemino Bebiano je imel sina in kasnejšega cesarja Gaja Vibija Voluzijana in hčerko Vibijo Galo. Njegova zgodnja kariera je bila tipična za cursus honorum, na kateri je bil izvoljen na različne politične in vojaške položaje. Bil je nadomestni konzul in leta 250 guverner rimske province Gornje Mezije. Njegov guvernerski položaj kaže, da je užival zaupanje cesarja Decija.

## Vzpon na oblast
Leta 251 sta Decij in njegov sin Herenij Etrusk umrla v bitki z Goti pri Abritu. Po govoricah, ki sta jih podpirala  sodobni grški zgodovinar Deksipij in Trinajsto Sibilino preočišče, je bil njun poraz v veliki meri posledica Galove spletke z napadalci. Kakor koli že, ko je vojska izvedela za njuno smrt, je za njunega naslednika proglasila Trebonijana Gala, četudi je bil Decijev mlajši sin Hostilijan še živ. Proglasitev za cesarja in dejstvo, da je bil Trebojinan Gal v dobrih odnosih z Decijevo družino, kažeta, da je Deksipijeva trditev o zaroti malo verjetna. Gal je takoj menoval Hostilijana za svojega socesarja, morda zato, da bi se izognil novi državljanski vojni.
V želji, da bi si zagotovil položaj v Rimu in stabiliziral razmere na donavski meji, je Gal sklenil ponižujoč mir z Goti. Mirovni pogoji so Gotom omogočili, da zapustijo rimsko ozemlje in obdržijo ujetnike in plen. Dogovorjeno  je bilo tudi to, da jim bo Rim izplačeval letno subvencijo. Po prihodu v Rim je Trebonijanov cesarski položaj formalno potrdil senat, njegov sin Voluzijan pa je bil imenovan za cezarja. 24. junija 251 je bil Decij pobožen, po 15. juliju 251 pa je Hostilijan izginil iz zgodovine, ker je bil morda žrtev antoninske kuge ali umorjen po Trebonijanovem naročilu.
Gal je morda naročil tudi lokalizirano in neusklajeno preganjanje kristjanov, vendar sta nam znana le dva incidenta: izgon papeža Kornelija v Centumcellae, kjer je leta 253 umrl, in izgon njegovega naslednika papeža Lucija takoj po izvolitvi. Slednjega so med Valerijanovo vladavino odpoklicali v Rim.
Tako kot njegovi predhodniki tudi Trebonijan ni imel lahkega vladanja. Na vzhodu se je uprl antioški plemič Mariad in začel pustošiti Sirijo in Kapadokijo, potem pa pobegnil k Perzijcem. Gal je ukazal svoji vojski, naj napade Perzijce, perzijski cesar Šapur I. pa je napadel Armenijo in leta 253 uničil rimsko vojsko. Po zmagi je napadel nebranjene sirske province, zasedel vse legionarske postojanke in opustošil sirska mesta, vključno z Antiohijo. Invazija Perzijcev se je naslednje leto ponovila. Tokrat se jim je uprl Uranij Antonin in jih prisilil na umik. Uranij se je zatem razglasil za cesarja in začel kovati denar s svojo podobo.
Na Donavi so skitska plemena ponovno začela vdirati preko meje, čeprav je bil z njimi leta 251 sklenjen mirovni sporazum. Skiti so po morju napadli tudi Malo Azijo, požgali Artemidin tempelj v Efezu in se na začetku leta 253 z bogatim plenom vrnili domov.  Na začetku leta 253 so napadli Spodnjo Mezijo. Iniciativo je zatem prevzel guverner Gornje Mezije in Panonije Emilijan in porazil napadalce.

## Smrt
Ker vojska ni bila več zadovoljna z njim, so vojaki za cesarja razglasili Emilijana. Uzurpator je začel ogrožati Trebonijanov prestol, zato se je začel pripravljati na boj. Iz Galije je odpoklical več legij pod poveljstvom kasnejšega cesarja Publija Licinija. Emilijan se je kljub temu odpravil v Italijo in še pred Valerijanovim prihodom pri Interamni (sodobni Terni) Trebonijana ujel. Kaj natančno se je tam zgodilo, ni jasno. Kasnejši viri trdijo, da so Gala in Voluzijana po začetnem porazu ubili njuni vojaki, in da sploh nista imela možnosti spopasti se z uzurpatorjem, ker je njuna vojska prestopila na nasprotno stran. Kakorkoli že, Trebonijan Gal in Voluzijan sta bila ubita avgusta 253.